# Dza
Cette page contient des caractères spéciaux ou non latins. S’ils s’affichent mal (▯, ?, etc.), consultez la page d’aide Unicode.
Pour les articles homonymes, voir DZA.
Dza (également ts'a), ձա en arménien ([dz] ou [tsʰ]), est la 17e lettre de l'alphabet arménien.

## Linguistique
Dza est utilisé pour représenter le son de :
- en arménien oriental, [dz] ;
- en arménien occidental, [tsʰ].

Dans la norme ISO 9985, la lettre est translittérée par « j ».

## Représentation informatique
- Unicode[1] :
  - Capitale Ձ : U+0541
  - Minuscule ձ : U+0571